# Wartkapelle Pfaffstetten
Die Wartkapelle ist eine Wegkapelle in den Weinbergen südwestlich des Dorfes Pfaffstetten in der Marktgemeinde Ravelsbach im Bezirk Hollabrunn in Niederösterreich.

## Beschreibung
Die in der Flur Auf der Wart errichtete Wegkapelle befindet sich an einer kleinen Geländekante, die über acht Stufen erschlossen ist. Die Wegkapelle besteht aus einem gemauerten Gewölbe, das an der Schauseite durch ein unterhalb des Bogens endendes Gittertor einsehbar ist. Rückwärtig befindet sich eine am Kreuz hängende Christusfigur. Am Dachfirst befindet sich ein eisenernes Kreuz.